# Мужская сборная Румынии по баскетболу
Сборная Румынии по баскетболу — национальная баскетбольная команда, представляющая Румынию на международной баскетбольной арене. Румыния 17 раз принимала участие в финальных турнирах Европейского первенства, дважды команда занимала 5-е место, что остается лучшим результатом на сегодняшний день. Румыны никогда не выходили в финальную часть мирового первенства и только однажды были участниками Олимпийского турнира в 1952 году.

### Евробаскет 1935
Сборная Румынии была одной из участниц первого Европейского чемпионата 1935 года в Швейцарии, где финишировала на последнем 10-м месте. Они проиграли все три встрече, уступив сборным Швейцарии 42-9, Франции 66-23 и Венгрии 24-17.

### Евробаскет 1947
Следующий турнир для Румын был 12 лет спустя на Евробаскете 1947 года. В предварительном раунде результатом команды стала 1 победа и 2 поражения, что исключило их из чемпионской гонки, но тем не менее, им удалось добыть свою первую победу на турнирах подобного рода. Еще две победы были добыты в квалификационных полуфиналах против сборных Австрии и Албании, что дало им возможность побороться за 9/10 места со сборной Италии, но они потерпели поражение 55-39. И вновь сборная Румынии финишировала на 10-м месте, но в этот раз позади было еще 4 команды.

### Евробаскет 1951
Следующим турниром для сборной Румынии должен был стать Евробаскет 1951 года в Париже, но перед началом игр Румынская команда снялась с соревнований. Во всех матчах предварительного раунда им было записано техническое поражение со счетом 2-0.

### Евробаскет 1953
На Евробаскет 1953 года в Москве Румыны пробились также, но в этот раз уже сыграли там. В предварительном раунде они финишировали на 3-м предпоследнем месте, добыв 1-ну победу и 2 поражения. Что дало им возможность пробиться в квалификационный раунд, где они выиграли 3 из 4-х игр. Сравнявшись по очкам со сборными Бельгии и Финляндии, Румыны опустились на третье место по дополнительным показателям. В результате им пришлось бороться за 13-16 место, добыв две победы к ряду, они финишировали на турнире 13-ми с 17-ти команд участниц.

### Евробаскет 1955
Двумя годами позже на Евробаскете 1955 года в Будапеште Румыны были более успешными. В предварительном раунде поражение от  Советского Союза имело малое значение, выиграв остальные три игры, заняли второе место в группе вслед за Советами и выйдя вместе с ними в финал. Тут они обыграли сборные Польши и Югославии и финишировали с результатом 2-е победы и 5 поражений, что позволило им занять 7-е общекомандное место среди 18-ти команд.

### Евробаскет 1957
На Евробаскете 1957 года в Софии предварительный раунд закончился для Румын вторым местом, уступив только в одном матче сборной Венгрии и выиграв два остальных у сборных Финляндии и Бельгии. Данный результат вывел команду в финал соревнований. Добыв три победы и четыре поражения, Румыны финишировали 5-ми на этом турнире.

## Статистика за все года
Сводная таблица
| Сезон | Соревнования               | Место | И  | В/П |
| ----- | -------------------------- | ----- | -- | --- |
| 1987  | Чемпионат Европы (мужчины) | 12-е  | 7  | 0/7 |
| 1985  | Чемпионат Европы (мужчины) | 10-е  | 7  | 2/5 |
| 1975  | Чемпионат Европы (мужчины) | 11-е  | 7  | 1/6 |
| 1973  | Чемпионат Европы (мужчины) | 9-е   | 7  | 3/4 |
| 1971  | Чемпионат Европы (мужчины) | 8-е   | 7  | 3/4 |
| 1969  | Чемпионат Европы (мужчины) | 9-е   | 7  | 4/3 |
| 1967  | Чемпионат Европы (мужчины) | 5-е   | 9  | 6/3 |
| 1965  | Чемпионат Европы (мужчины) | 13-е  | 9  | 4/5 |
| 1963  | Чемпионат Европы (мужчины) | 11-е  | 9  | 4/5 |
| 1961  | Чемпионат Европы (мужчины) | 7-е   | 8  | 6/2 |
| 1959  | Чемпионат Европы (мужчины) | 8-е   | 8  | 3/5 |
| 1957  | Чемпионат Европы (мужчины) | 5-е   | 10 | 5/5 |
| 1955  | Чемпионат Европы (мужчины) | 7-е   | 11 | 5/6 |
| 1953  | Чемпионат Европы (мужчины) | 13-е  | 9  | 6/3 |
| 1951  | Чемпионат Европы (мужчины) | 18-е  | 3  | 0/3 |
| 1947  | Чемпионат Европы (мужчины) | 10-е  | 6  | 3/3 |
| 1935  | Чемпионат Европы (мужчины) | 10-е  | 3  | 0/3 |

## Состав
| Перейти к шаблону «Состав сборной Румынии по баскетболу» | Состав сборной Румынии по баскетболу |  |

| Поз. | №  | Имя                  | Дата рождения (возраст)   | Рост   | Клуб         |
| ---- | -- | -------------------- | ------------------------- | ------ | ------------ |
| АЗ   | 4  | Андрей Мандаке       | 2 октября 1987 (37 лет)   | 187 см | Орадя        |
| РЗ   | 6  | Кэтэлин Петришор     | 9 августа 1992 (32 года)  | 184 см | Орадя        |
| ЛФ   | 8  | Раду Паличук         | 13 сентября 1998 (26 лет) | 200 см | Сибиу        |
| Ф/Ц  | 9  | Влад Молдовяну       | 11 февраля 1988 (37 лет)  | 209 см | Бююкчекмедже |
| ЛФ   | 10 | Богдан Николеску     | 3 января 1997 (28 лет)    | 196 см | Орадя        |
| РЗ   | 11 | Октавиан Калота-Попа | 22 ноября 1984 (40 лет)   | 189 см | Тимишоара    |
| Ц    | 13 | Александру Олах      | 15 октября 1993 (31 год)  | 212 см | Монс         |
| ТФ   | 14 | Титус Никоарэ        | 25 марта 1988 (36 лет)    | 204 см | Орадя        |
| Ц    | 15 | Эмануэл Кате         | 30 июля 1997 (27 лет)     | 207 см | Севилья      |
| ТФ   | 25 | Ролланд Торок        | 25 октября 1990 (34 года) | 203 см | Университатя |
| Ц    | 26 | Кэтэлин Бачу         | 26 августа 1988 (36 лет)  | 214 см | Стяуа        |
| ЛФ   | 32 | Нандор Кути          | 10 января 1997 (28 лет)   | 196 см | Университатя |